# Taylor Swift (альбом)
Taylor Swift — дебютный альбом американской певицы и автора песен Тейлор Свифт. Он был выпущен в Северной Америке 24 октября 2006 года и несколько раз переиздавался в 2007—2008 годах лейблом Big Machine Records. Вдохновленные подростковым взглядом Свифт на жизнь, тексты песен затрагивают темы любви, дружбы и неуверенности в себе.
В 14 лет Свифт переехала из Пенсильвании в Нэшвилл, штат Теннесси, чтобы подписать контракт на написание песен с Sony/ATV Tree Music Publishing. Ее контракт с Big Machine в 2005 году позволил ей работать над альбомом с продюсером Нейтаном Чапманом во время своего первого года обучения в старшей школе. Она написала или соавторствовала все треки альбома Taylor Swift; среди соавторов — Роберт Эллис Оррал, Брайан Махер, Анджело Петралья и Лиз Роуз. Музыкально Taylor Swift — это кантри-альбом с элементами поп-музыки и поп-рока, а его акустические аранжировки исполняются на гитарах, банджо и скрипках.
Пять песен были выпущены в качестве синглов; «Our Song» и «Should’ve Said No» достигли вершины чарта Hot Country Songs, а «Teardrops on My Guitar» вошла в топ-10 чарта Pop Songs. В 2006 году Свифт отправилась в шестимесячное радио-турне и в течение 2006—2007 годов открывала концерты других кантри-исполнителей. Благодаря продвижению Тейлор Свифт через социальную сеть Myspace, она достигла подростковой аудитории, которая ранее не входила в целевую демографическую группу кантри-музыки. Первые рецензии хвалили альбом за его кроссоверную привлекательность и искреннее изображение подростковых чувств. Тейлор Свифт была номинирована на премию «Альбом года» на церемонии Academy of Country Music Awards 2008.
В США альбом Тейлор Свифт продержался 24 недели на первом месте в чарте Top Country Albums, стал самым долгопродержавшимся альбомом 2000-х годов в чарте Billboard 200 и сделал Свифт первой женщиной-исполнительницей кантри-музыки, которая написала или соавторствовала все песни на дебютном альбоме, получившем платиновый сертификат Американской ассоциации звукозаписывающих компаний. Альбом также попал в чарты и получил платиновые сертификаты в Австралии, Канаде и Новой Зеландии. Кантри-поп-звучание и автобиографические тексты песен Тейлор Свифт стали образцом для следующих альбомов Свифт и вдохновили других исповедальных певцов-авторов песен. Rolling Stone включил его в свой список «100 лучших дебютных альбомов всех времен» 2022 года.

## История
Тейлор Свифт рано проявила интерес к исполнительскому искусству. После просмотра документального фильма о кантри-певице Фэйт Хилл, Свифт почувствовала, что ей необходимо переехать в Нашвилл, штат Теннесси, который считается родиной кантри-музыки, чтобы продолжить карьеру кантри-певицы. В возрасте одиннадцати лет Свифт вместе с матерью отправилась в Нашвилл, чтобы представить демо-записи караоке-каверов звукозаписывающим компаниям для заключения контракта. Ей было отказано, так как звукозаписывающие компании считали, что демографическая группа среднего возраста в кантри-музыке не будет слушать музыку девочки-подростка, во что Свифт решительно не верила.
Вернувшись в свой родной город в Пенсильвании, Свифт поняла, что должна отличаться от других начинающих кантри-певиц. Для этого в возрасте двенадцати лет она начала сама писать песни и научилась играть на гитаре с помощью мастера по ремонту компьютеров, который однажды починил компьютер её семьи. Любовь Свифт к кантри-музыке отдалила её от сверстников. Её исполнение гимна США на Открытом чемпионате США 2003 года привлекло внимание музыкального менеджера Дэна Даймтроу, который помог тринадцатилетней Свифт получить контракт на развитие артистического направления с RCA Records в Нашвилле. Чтобы помочь Свифт в её творческих начинаниях, её отец перевёл свою работу в Нашвилл, и ее семья переехала в Хендерсонвилл, город недалеко от Нашвилла, в 2004 году.

## Информация об альбоме
Тейлор Свифт начала интересоваться кантри-музыкой и писать песни ещё в детстве. Певица охарактеризовала тематику своего дебютного альбома как «дневник ранней юности» и отметила, что лично пережила истории, отражённые в песнях. Композиции с альбома Taylor Swift развивают темы переходного возраста, подростковых переживаний, первой любви, ощущения незащищённости.

## Критические отзывы
| Совокупная оценка         | Совокупная оценка |
| Источник                  | Оценка            |
| ------------------------- | ----------------- |
| Metacritic                | 67/100            |
| Оценки критиков           |                   |
| Источник                  | Оценка            |
| AllMusic                  | [ 24 ]            |
| Robert Christgau          | [ 25 ]            |
| Country Weekly            | [ 26 ]            |
| The Palm Beach Post       | A                 |
| Pitchfork                 | 6.7/10            |
| The Philadelphia Inquirer | [ 29 ]            |
| PopMatters                | 6/10              |
| Rolling Stone             | [ 31 ]            |

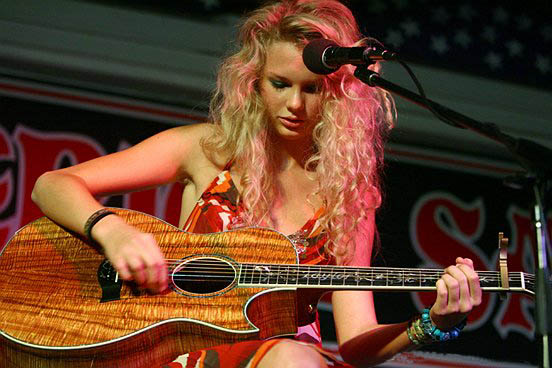
Тейлор Свифт выступает с песней «Teardrops on My Guitar».

Taylor Swift получил в целом положительные отзывы от критиков, которые высоко оценили острые наблюдения и перспективы Свифт в её песнях. На сайте Metacritic, который присваивает суммарный балл из 100 баллов по рецензиям от различных изданий, альбом получил оценку 67 на основе пяти рецензий. В рецензии для Country Weekly Крис Нил назвал Свифт успешной по сравнению с предыдущими начинающими кантри-певцами-подростками за её «искренность, интеллигентность и идеализм, которые апеллируют слушателям всех возрастов». Рецензенты были впечатлены зрелостью Свифт, сохранившей при этом чувство юношеской невинности в её текстах, включая Кена Розенбаума из The Toledo Blade, Ника Кристиано из The Philadelphia Inquirer, Джеффа Тамаркина из AllMusic и Rolling Stone. В рецензии для The Palm Beach Post, Джеймс Фонтейн считает, что честное изображение Свифт её подросткового опыта делает альбом убедительным, и хвалит «музыкальную зрелость» за эффективную передачу чувств. Кит Гроллер из The Morning Call сказал, что альбом не был новаторским, но мог понравиться широкой аудитории своей юношеской серьёзностью.
Allmusic в обзоре отметил «свежий», но в то же время «зрелый» вокал Свифт. Country Standard Time опубликовал позитивный отзыв, отметив осмысленные песни и отражение индивидуальности в композициях.
The Toledo Blade отметило хорошую передачу «щекотливой тематики перехода от состояния девочки-подростка к женщине».

## Синглы
Первым синглом с альбома стала песня «Tim McGraw», выпущенная 19 июня 2006. Сингл был коммерчески успешным; он достиг 40 места в Billboard Hot 100 и 6 места в Billboard Hot Country Songs и получил статус Платинового в США.
Композиция «Teardrops on My Guitar» была выбрана в качестве второго сингла. Она стала самым успешным в чартах синглом с альбома Taylor Swift, поднявшись до 13 места в Billboard Hot 100 и 11 места в чарте Pop 100. Сингл стал дважды Платиновым в США. «Teardrops on My Guitar» поднялась на 45 место в Канаде и на 51 в Великобритании.
Третий сингл «Our Song» был положительно оценён музыкальными критиками. Он добрался до 16 места в Billboard Hot 100 и получил статус дважды Платинового в США.
Четвёртым синглом с альбом стала песня «Picture to Burn», отличавшаяся феминистическим уклоном лирической составляющей. Сингл вошёл в топ-10 кантри-чарта и стал Платиновым в США.

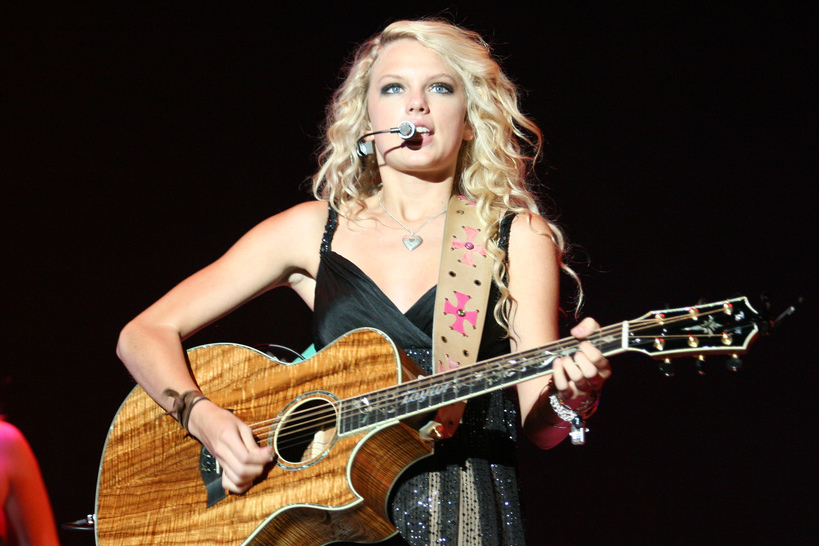
Тейлор Свифт исполняет «Our Song» на разогреве группы Rascal Flatts во время их турне Me and My Gang Tour.

Последним пятым синглом с альбома стала песня «Should’ve Said No». Сингл возглавил кантри-чарт и стал Платиновым в США. В Новой Зеландии он добрался до 18 места.

## Продвижение альбома
Первое выступление Тейлор Свифт в прямом эфире с песней «Tim McGraw» состоялось 24 октября 2006 в телепередаче Good Morning America. Другие выступления Тейлор с песнями из альбома состоялись в программах The Megan Mullally Show, New Faces Show, America's Got Talent, TRL, 2008 CMT Music Awards и Academy of Country Music.
Тейлор Свифт выступала с песнями из дебютного альбома на разогреве в время концертных турне Rascal Flatts осенью 2006 и 2008 году, Джорджа Стрейта в 2007 году и Брэда Пейсли (2007-08). В середине 2007 года Свифт выступала на разогреве в нескольких концертах совместного турне Тима Макгро и Фэйт Хилл Soul2Soul II Tour.

## Влияние и наследие
По мнению Rolling Stone, «если бы Тейлор Свифт ушла на пенсию сразу после выпуска своего дебютного альбома, её бы и сегодня помнили как легенду […] Тейлор дебютировала с полным мастерством в жанре, который она также полностью трансформировала». Альбом Taylor Swift был выпущен в то время, когда женщины в жанре кантри набирали популярность. Однако дебют Свифт в подростковом возрасте был встречен неодобрением со стороны некоторых экспертов индустрии Нашвилла, потому что подростковые темы альбома считались неуместными для ключевой демографической группы кантри-музыки среднего возраста. Вопреки первоначальным ожиданиям, Джим Малек из American Songwriter заметил, что успех Тейлор Свифт на радио кантри, особенно с треком «Our Song», утвердил Свифт как одну из немногих артисток-подростков, добившихся равного успеха с коллегами-мужчинами в формате, где доминируют мужчины.
Хотя альбом вызвал вопросы о том, можно ли отнести музыку Свифт к категории кантри, Rolling Stone отметил, что после спора с Dixie Chicks в 2003 году, который оставил «огромное пространство, открытое в сердце кантри-аудитории», Свифт «полностью заполнила его… не только рок-индустриальным, но и подростково-попсовым звучанием». Джон Караманика из The New York Times заметил, что, хотя кроссоверному кантри-поп-звучанию способствовали предыдущие успешные певицы, Свифт стала первой кантри-исполнительницей, принявшей статус поп-звезды. Тейлор Свифт стала первой сольной исполнительницей в кантри-музыке, которая написала или стала соавтором каждой песни на дебютном альбоме, получившем платиновый сертификат. Синглы дебютного альбома, попавшие на поп-радио, заложили основу для последующей кантри-поп дискографии Свифт, чьё доминирование в чартах преодолело предполагаемую границу между этими двумя жанрами. Коммерческий успех альбома Taylor Swift «быстро нарастал» к тому времени, когда Свифт выпустила его преемника, Fearless (2008), который быстро обогнал первого.
Музыкальные журналисты приписывают успех альбома авторству и созданию песен самой Свифт и её маркетинговой стратегии в Интернете. Хотя продвижение в Интернете было знакомо поп- и хип-хоп исполнителям, она была первой исполнительницей кантри, которая стала продвигать свои песни в социальных сетях, таких как Myspace; она также полагалась на социальные сети для продвижения своих последующих релизов, что принесло ей лояльную базу поклонников. Её присутствие в социальных сетях способствовало привлечению молодой аудитории, состоящей в основном из девочек-подростков, которые слушали музыку кантри — ранее неслыханная демографическая группа. Автобиографические рассказы о Тейлор Свифт определили стиль написания песен Свифт в течение следующего десятилетия, что, как отметил Billboard, вдохновило новое поколение начинающих авторов-исполнителей, сочиняющих свои собственные песни. Consequence заявил, что Тейлор Свифт стала образцом для песен, посвящённых безответной любви и страданиям, проложив путь для «будущих подростковых успехов», таких как «Heather» Конан Грей (2020) и «Drivers License» Оливии Родриго (2021).

## Владение и перезапись
В августе 2019 года Big Machine переиздала синглы Тейлор Свифт на виниле ограниченным тиражом. Это вызвало негативную реакцию со стороны поклонников Свифт в свете спора о праве собственности на мастер-копии альбомов Свифт, которые были проданы лейблом Big Machine менеджеру Скутеру Брауну. Право собственности на эти мастер-копии было продано обратно Свифт 30 мая 2025 года; в тот же день певица также сообщила, что она закончила перезапись альбома Taylor Swift. В своем обращении к поклонникам в пятницу она коснулась двух последних альбомов проекта, своего дебютного альбома и Reputation. По ее словам, дебютный альбом был полностью перезаписан, «и мне очень нравится, как он звучит сейчас». Однако работа над Reputation застряла. Он «был настолько специфичен для того периода моей жизни», написала она, «и я постоянно натыкалась на препятствия, когда пыталась его переделать». Она сказала, что нет твердых планов по выпуску обоих альбомов, но что она оставляет эту возможность открытой.

## Список композиций
| №   | Название                     | Автор(ы)                                     | Длительность |
| --- | ---------------------------- | -------------------------------------------- | ------------ |
| 1.  | «Tim McGraw»                 | Taylor Swift, Liz Rose                       | 3:52         |
| 2.  | «Picture to Burn»            | Swift, Rose                                  | 2:57         |
| 3.  | «Teardrops on My Guitar»     | Swift, Rose                                  | 3:36         |
| 4.  | «A Place in This World»      | Swift, Robert Ellis Orrall, Angelo Petraglia | 3:22         |
| 5.  | «Cold as You»                | Swift, Rose                                  | 4:01         |
| 6.  | «The Outside»                | Swift                                        | 3:27         |
| 7.  | «Tied Together with a Smile» | Swift, Rose                                  | 4:11         |
| 8.  | «Stay Beautiful»             | Swift, Rose                                  | 3:58         |
| 9.  | «Should’ve Said No»          | Swift                                        | 4:04         |
| 10. | «Mary's Song (Oh My My My)»  | Swift, Rose, Brian Maher                     | 3:35         |
| 11. | «Our Song»                   | Swift                                        | 3:24         |

| №  | Название                        | Длительность |
| -- | ------------------------------- | ------------ |
| 1. | «Tim McGraw» (music video)      | 4:00         |
| 2. | «Taylor's Grand Ole Opry Debut» | 2:56         |

| №   | Название                               | Автор(ы)                 | Длительность |
| --- | -------------------------------------- | ------------------------ | ------------ |
| 12. | «I'm Only Me when I'm with You»        | Swift, Orrall, Petraglia | 3:33         |
| 13. | «Invisible»                            | Swift, Orrall            | 3:24         |
| 14. | «A Perfectly Good Heart»               | Swift, James, Verges     | 3:42         |
| 15. | «Teardrops on My Guitar» (Pop Version) | Swift, Rose              | 2:59         |

| №  | Название                               | Длительность |
| -- | -------------------------------------- | ------------ |
| 1. | «Tim McGraw» (music video)             | 4:00         |
| 2. | «Teardrops on My Guitar» (music video) | 3:45         |

| №   | Название                                        | Автор(ы)                        | Длительность |
| --- | ----------------------------------------------- | ------------------------------- | ------------ |
| 12. | «I'm Only Me when I'm with You»                 | Swift, Orrall, Petraglia        | 3:33         |
| 13. | «Invisible»                                     | Swift, Orrall                   | 3:24         |
| 14. | «A Perfectly Good Heart»                        | Swift, Brett James, Troy Verges | 3:42         |
| 15. | «Taylor Swift's 1st Phone Call with Tim McGraw» |                                 | 4:44         |

| №   | Название                                                                                     | Длительность |
| --- | -------------------------------------------------------------------------------------------- | ------------ |
| 1.  | «Tim McGraw»                                                                                 |              |
| 2.  | «Tim McGraw» (Live at Grand Ole Opry)                                                        |              |
| 3.  | «Tim McGraw» (Live Yahoo! Music and Interview)                                               |              |
| 4.  | «Teardrops on My Guitar»                                                                     |              |
| 5.  | «Behind the Scenes of 'Teardrops on My Guitar'»                                              |              |
| 6.  | «Our Song»                                                                                   |              |
| 7.  | «Behind the Scenes of 'Our Song'»                                                            |              |
| 8.  | «Gac Short Cut Series: A Place in This World»                                                |              |
| 9.  | «Picture to Burn»                                                                            |              |
| 10. | «Taylor's Home Movie»                                                                        |              |
| 11. | «Taylor's Performance on The Tim McGraw Faith Hill Tour 2007» (Target Exclusive bonus track) |              |

## Позиции в чартах
11 ноября 2006 года Taylor Swift дебютировал на 19 месте в Billboard 200, в итоге добравшись до 5 места 19 января 2008. Диск Taylor Swift побил рекорд десятилетия по пребыванию в Billboard 200, находившись в чарте 234 недели. Альбом возглавлял чарт кантри-альбомов Billboard в течение 24 недель. 17 августа 2009 альбом получил статус пятикратно Платинового в США; количество проданных копий на тот момент превысило 5 миллионов. Альбом Taylor Swift добрался до 14 места канадского альбомного чарта и возглавил канадский чарт кантри-альбомов. В Канаде Taylor Swift получил статус Платинового.
В Австралии альбом поднялся на 33 место основого чарта и на 3 место кантри-чарта. В Великобритании он добрался только до 81 места и получил статус Серебряного.
| Чарт (2006—2009)                         | Высшая позиция |
| ---------------------------------------- | -------------- |
| Канада (Canadian Albums Chart)           | 14             |
| Шотландия (Scottish Albums Chart)        | 64             |
| Великобритания (UK Albums Chart)         | 81             |
| Великобритания (UK Country Albums Chart) | 1              |
| США (Billboard 200)                      | 5              |
| США (Billboard Top Country Albums)       | 1              |

| Чарт (2010—2015)                | Высшая позиция |
| ------------------------------- | -------------- |
| Австралия (ARIA)                | 33             |
| Австралия Country Albums (ARIA) | 2              |
| Япония (Oricon)                 | 53             |
| Новая Зеландия (RMNZ)           | 38             |
| Ирландия (IRMA)                 | 59             |

| Чарт (2021—2025)                           | Высшая позиция |
| ------------------------------------------ | -------------- |
| Аргентина (CAPIF)                          | 10             |
| Австрия (Ö3 Austria)                       | 49             |
| Бельгия/Фландрия (Ultratop)                | 192            |
| Хорватия (HDU)                             | 17             |
| Греция (IFPI)                              | 2              |
| Венгрия Physical Albums (MAHASZ)           | 31             |
| Португалия (AFP)                           | 33             |
| Шотландия (Scottish Albums Chart)          | 17             |
| Швеция Physical Albums (Sverigetopplistan) | 20             |
| США (Billboard Independent Albums)         | 11             |

| Чарт                            | Позиция |
| ------------------------------- | ------- |
| США Billboard 200 (2007)        | 19      |
| США Billboard 200 (2008)        | 5       |
| США Billboard 200 (2009)        | 24      |
| США Billboard 200 (2010)        | 62      |
| США Billboard 200 (2011)        | 164     |
| США Top Country Albums (2007)   | 3       |
| США Top Country Albums (2008)   | 2       |
| США Top Country Albums (2009)   | 6       |
| США Top Country Albums (2010)   | 19      |
| США Top Country Albums (2023)   | 41      |
| США Top Country Albums (2024)   | 60      |
| США Independent Albums (2023)   | 45      |
| Австралия Country Albums (2024) | 16      |

| Чарт (2000—2009)                   | Позиция |
| ---------------------------------- | ------- |
| США Billboard 200                  | 53      |
| США Top Country Albums (Billboard) | 9       |

| Чарт (1963—2017)                   | Позиция |
| ---------------------------------- | ------- |
| США Billboard 200                  | 18      |
| США Billboard 200 (Women)          | 9       |
| США Top Country Albums (Billboard) | 3       |

## Сертификации
| Регион | Сертификация  | Продажи   |
| --- | ------------- | --------- |
| Австралия (ARIA) | 2× Платиновый | 140 000   |
| Канада (Music Canada) | Платиновый    | 100 000^  |
| Новая Зеландия (RMNZ) | Платиновый    | 15 000    |
| Сингапур (RIAS) | Золотой       | 5000*     |
| Великобритания (BPI) | Золотой       | 100 000^  |
| США (RIAA) | 7× Платиновый | 5,871,000 |
| * Данные о продажах приведены только на основе сертификации. · ^ Данные о тиражах приведены только на основе сертификации. · Данные о продажах + прослушиваниях приведены только на основе сертификации. |               |           |

### Комментарии
1. ↑  Составлено Billboard для альбомов, вошедших в чарты в период с 1963 по 2015 год[126][127]
2. ↑  Составлено Billboard для альбомов, вошедших в чарты в период с 1963 по 2017 год[128][129]
3. ↑  Составлено Billboard для альбомов, вошедших в чарты в период с 1963 по 2016 год[130]